# Amtsgericht Steinbrück
Das Amtsgericht Steinbrück war ein Gericht der ordentlichen Gerichtsbarkeit in Steinbrück.
Nach der Revolution von 1848 wurde im Königreich Hannover die Rechtsprechung von der Verwaltung getrennt und die Patrimonialgerichtsbarkeit abgeschafft.
Das Amtsgericht wurde daraufhin mit der Verordnung vom 7. August 1852 die Bildung der Amtsgerichte und unteren Verwaltungsbehörden betreffend als königlich hannoversches Amtsgericht gegründet.
Es umfasste das Amt Steinbrück.
Das Amtsgericht war dem Obergericht Hildesheim untergeordnet. Mit der Annexion Hannovers durch Preußen wurde es kurzzeitig zu einem preußischen Amtsgericht in der Provinz Hannover und wurde 1859 mit der Auflösung des Amtes Steinbrück ebenfalls aufgelöst.